# Tomás Zapata Sierra
Tomas Zapata Sierra (Medellín, Colombia, 7 de mayo de 1951) es productor de cine y de teatro.[cita requerida]

## Biografía
El menor de ocho hermanos, nació en el seno de una familia muy vinculada al mundo de la política y del arte. Entre sus hermanos artistas se encuentran pintores y escritores por lo que, sin apenas darse cuenta, se introduce en el mundo de la fotografía. Su verdadero despegue profesional en el mundo del arte se produce cuando se encuentra con la actriz, directora y productora de teatro Fanny Mickey, a quien le apasiona el trabajo fotográfico de este. Desde ese momento comienza entre ellos una gran amistad que les conduciría a hacerse socios en el Teatro Popular de Bogotá. Ya introducido de lleno en el mundo artístico a través de su prolífica obra teatral es cuando descubre otra de sus grandes pasiones: el cine. En el año 1994 él y Fanny Mickey se asocian con Jorge Alí Triana y constituyen la productora cinematográfica Grupo Colombia Ltda., organización que interviene, entre otras, en las producciones de películas como "Edipo Alcalde" y "Bolívar soy yo".

## Producciones

### Cine
- Edipo alcalde (1996)
- Ilona llega con la lluvia (1996)
- Golpe de estadio (1998)
- Bolívar soy yo (2002)
- Perder es cuestión de método (2004)

### Teatro
- "Yerma", de Federico García Lorca
- "La dama de alba", de Alejandro Casona
- "Los guardianes de las murallas", de William Saroyan
- "Accidentes de Trabajo", de Dario Niccodemi
- "El Gesto y el Verbo", de Amore y otros
- "Rosina es frágil", de Gregorio Martínez Sierra
- "Marido y mujer", de Ugo Betti
- ·Subterráneo", de V. Careno
- "Del brazo y por la calle", de A. Mook
- "Sueño de una noche de verano", de William Shakespeare
- "Historias para ser contadas", de Osvaldo Dragún
- "El amor de los cuatro coroneles", de Peter Ustinov
- "Edipo Rey", de Sófocles
- "El monumento", de Enrique Buenaventura

- Datos: Q29165721